# Château de Bignicourt-sur-Saulx
Le château de Bignicourt-sur-Saulx est un château du début du XIXe siècle situé sur la commune de Bignicourt-sur-Saulx, dans le département de la Marne, en France.

## Histoire
Chef d’œuvre de l'architecture néo-classique et néo-palladienne, le château de Bignicourt a été édifié sous l’Empire par Jean-Baptiste Barbat de Bignicourt, ancien officier de hussards, propriétaire terrien et maire du village depuis 1800. 
Il remplace un château plus ancien érigé au XVIIIe siècle, lui-même construit sur les vestiges d'un château féodal partiellement remanié à la Renaissance, et qui dépendait des seigneurs de Marson et de Bignicourt, trésoriers et receveurs généraux des finances du roi en Champagne. De cette ancienne bâtisse, subsistent les caves, les écuries, ainsi que des vestiges de la ferme traditionnelle champenoise, siège de l’exploitation du domaine. 
D'une architecture singulière s'inspirant des villas édifiées en Vénétie, le château de Bignicourt est un des très rares exemples en France du style d'Andrea Palladio : on peut notamment citer le château Margaux, le château de Syam, le pavillon Carré de Baudouin, le château de Bagatelle et le château de Rastignac. 
En effet, s'inscrivant parfaitement dans les principes de l'architecture palladienne par ses proportions et sa façade principale, le château comprend également trois niveaux répondant aux règles posées par Palladio :
- un rez-de-chaussée rustique qui comprenait les services pour la domesticité et les pièces utilitaires (cuisine, laiterie, cave, bûcher) ;
- un piano nobile (étage noble), accessible par un portique atteint par une volée de marches : grand et petit salon, salle à manger, atrium, bibliothèque, bureau, antichambre et chambre du maître des lieux ;
- une mezzanine organisée autour d'un atrium distribuant les chambres secondaires. Les décors intérieurs qui ont été en partie conservés et restaurés s'inspirent des éléments typiques de l'époque Empire.

Une modification a été apportée dans la première moitié du XXe siècle à la façade arrière qui comportait à l'origine les mêmes escaliers que la façade d'entrée. En 1837, une petite chapelle de style néo-gothique a été édifiée.
Par arrêté du 18 octobre 2005, le château, le pigeonnier, le four à pain et la chapelle sont classés au titre des monuments historiques. Le parc à l'anglaise d'une quinzaine d'hectares est quant à lui inscrit au titre des monuments historiques. Le parc accueille un refuge de la LPO.
Demeure privée, le château de Bignicourt et son parc sont ouverts au public à l'occasion des Journées européennes du patrimoine.

## Galerie

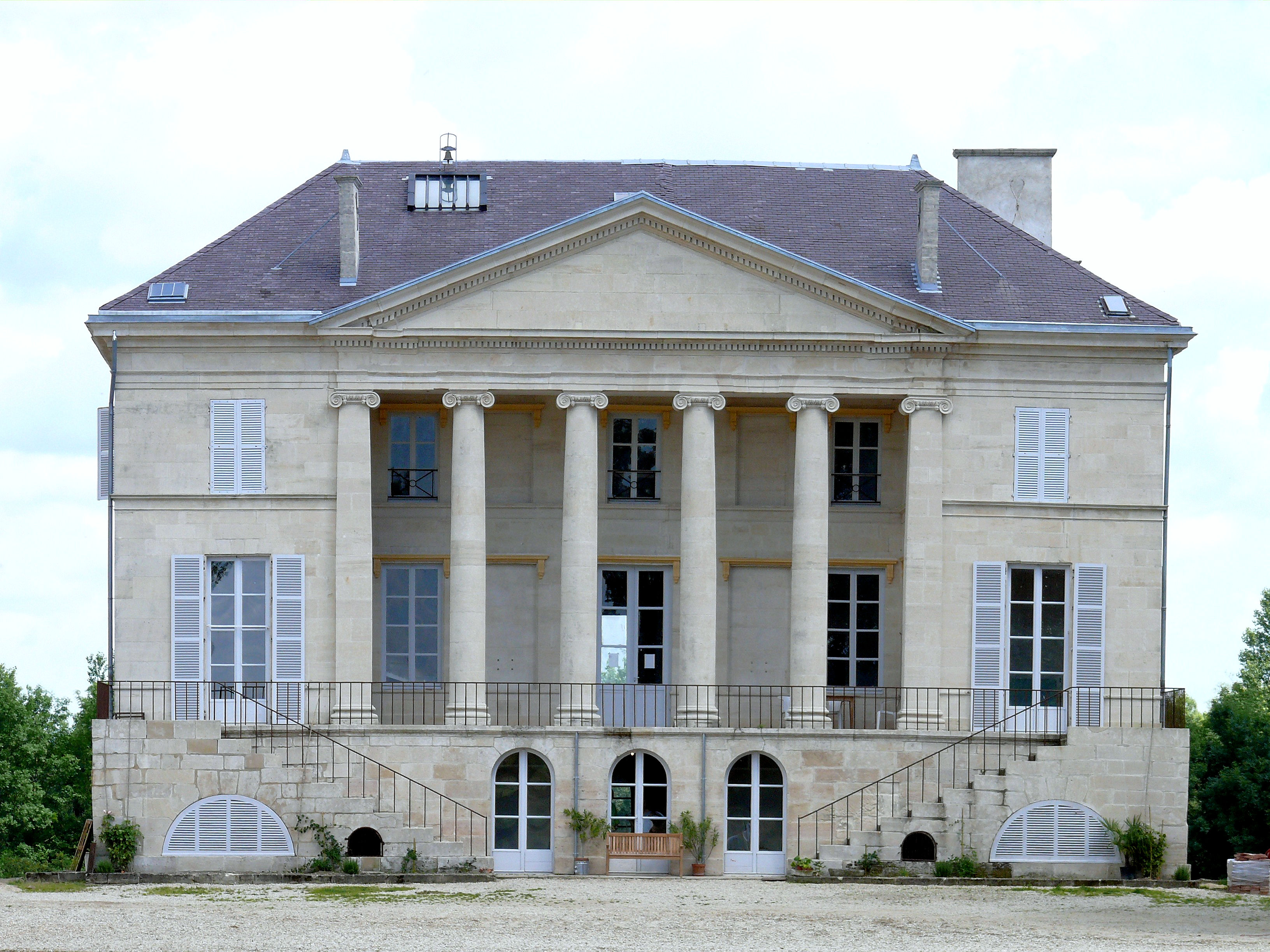
Sa façade principale.
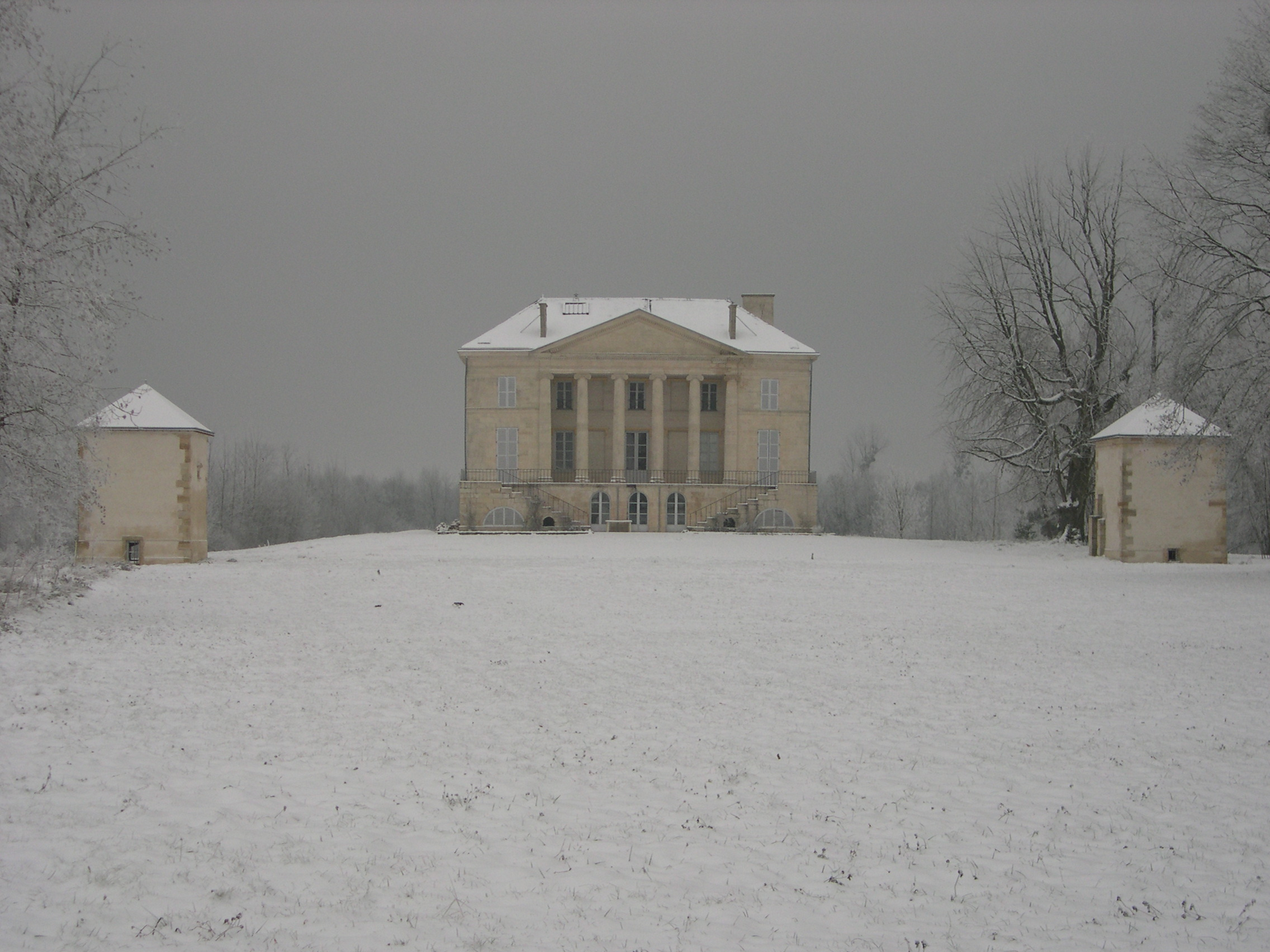
Le château en hiver, sous la neige.